# Sakartvelos Sup'ertasi 2017
La 17ª edizione della Sakartvelos Sup'ertasi si è svolta il 26 febbraio 2017 allo Stadioni Murtaz Khurtsilava di Mart'vili tra il T'orp'edo Kutaisi, vincitore della Sakartvelos tasi 2016 e il Samt'redia, vincitore della Umaglesi Liga 2016.
Il Samt'redia si è aggiudicato il trofeo per la prima volta nella sua storia.

## Tabellino
| Arbitro: | Nonikashvili |

|                                   |           |            |
| Razhamashvili 28’ Beriashvili 58’ | Marcatori | 17’ Guruli |